# Aneides vagrans
Aneides vagrans es una especie de salamandras en la familia Plethodontidae.
Habita en Canadá y los Estados Unidos.
Su hábitat natural son los bosques templados.
Está amenazada de extinción debido a la destrucción de su hábitat.
Estas salamandras pasan mucho tiempo en las copas de coníferas altas y son capaces de controlar el descenso durante los saltos y planear de un modo similar al de los geckos o ranas voladoras tropicales. Esa habilidad les facilita escapar de los predadores o moverse a otro árbol adyacente.